# Tectonostratigrafia
Em geologia, tectonostratigrafia  (também, em estudos glaciais, conhecida como cinetostratigrafia)  é estratigrafia que se refere tanto a seqüências de rochas nas quais camadas em larga escala são causadas pelo empilhamento de folhas de impulso, ou napas, em áreas de tectônica de impulso ou aos efeitos da tectônica na litoestratigrafia. A tectonostratigrafia lida com megaseqüências distintas e sua interpretação em termos de configurações tectônicas. Está intimamente relacionado à estratigrafia de sequências e à tectônica regional. As unidades tectonosratigráficas são exibidas distintamente nos perfis sísmicos. O exame de megaseqüências é uma ferramenta confiável para pesquisas em escala regional.

## Cinetostratigrafia
A cinetostratigrafia foi desenvolvida principalmente pelo trabalho pioneiro de Berthelsen (1978) centrado nas sequências intensamente glaciotectonizadas da Dinamarca. A técnica diferencia pacotes de sedimentos e rochas deformados com base em suas histórias de deformação e no reconhecimento dos principais indicadores cinemáticos (direção do movimento) que podem diferenciar fases do movimento do gelo. A aplicação da cinetostratigrafia tem se concentrado nas seqüências glaciais, onde a deformação glaciotectônica, remobilização e tradução de estratos preexistentes (leito rochoso e / ou superficial) dominam os processos sedimentares.